# Gasparia busa
Gasparia busa är en spindelart som beskrevs av Forster 1970. Gasparia busa ingår i släktet Gasparia och familjen Desidae. Inga underarter finns listade i Catalogue of Life.